# Гріхи її батьків
«Гріхи її батьків» (англ. Sins of Her Parent) — американська драма режисера Френка Ллойда 1916 року.

## У ролях
- Гледіс Брокуелл — Адріан Гардінер / Валері Марчмонт
- Вільям Кліффорд — Роберт Карвер
- Карл фон Шиллер — Річард Карвер
- Джордж Вебб — Артур Хізервей
- Гершел Майял — Джим МакНіл
- Джим Фарлі — Коротун